# Florian Kleinhansl
Florian Kleinhansl (Nürtingen, 11 agosto 2000) è un calciatore tedesco, difensore del Kaiserslautern.

## Caratteristiche tecniche
È un terzino sinistro.

## Carriera

### Club
Cresciuto nel settore giovanile dello Stoccarda, il 3 luglio 2020 ha prolungato il contratto fino al 2021 ed è stato promosso nella squadra riserve in Regionalliga. Rimasto svincolato a fine anno, nel luglio del 2021 ha firmato con l'Osnabrück di cui è da subito diventato titolare conquistando la promozione in 2. Bundesliga al termine della stagione 2022-2023.
Ha debuttato nel campionato cadetto tedesco il 29 luglio 2023 nell'incontro perso 3-2 contro il Karlsruhe ed ha segnato il primo gol una settimana dopo, nella trasferta pareggiata 1-1 contro il Paderborn. Al termine della stagione, conclusa con la retrocessione, ha lasciato il club a parametro zero ed il 4 giugno 2024 ha firmato con il Kaiserslautern.

### Nazionale
Ha giocato con la nazionale tedesca Under-18.

## Statistiche

### Presenze e reti nei club
Statistiche aggiornate al 31 marzo 2025.
| Stagione         | Squadra          | Campionato       | Campionato | Campionato | Coppe nazionali | Coppe nazionali | Coppe nazionali | Coppe continentali | Coppe continentali | Coppe continentali | Altre coppe | Altre coppe | Altre coppe | Totale | Totale | Totale |
| Stagione         | Squadra          | Comp             | Pres       | Reti       | Comp            | Pres            | Reti            | Comp               | Pres               | Reti               | Comp        | Pres        | Reti        | Pres   | Reti   |        |
| ---------------- | ---------------- | ---------------- | ---------- | ---------- | --------------- | --------------- | --------------- | ------------------ | ------------------ | ------------------ | ----------- | ----------- | ----------- | ------ | ------ | ------ |
| 2020-2021        | Stoccarda II     | RL               | 27         | 0          | -               | -               | -               | -                  | -                  | -                  | -           | -           | -           | 27     | 0      |        |
| 2021-2022        | Osnabrück        | 3L               | 36         | 1          | CG              | 2               | 0               | -                  | -                  | -                  | -           | -           | -           | 38     | 1      |        |
| 2022-2023        | Osnabrück        | 3L               | 37         | 3          | CG              | 0               | 0               | -                  | -                  | -                  | -           | -           | -           | 37     | 3      |        |
| 2023-2024        | Osnabrück        | 2L               | 33         | 1          | CG              | 1               | 0               | -                  | -                  | -                  | -           | -           | -           | 34     | 1      |        |
| Totale Osnabrück | Totale Osnabrück | Totale Osnabrück | 106        | 5          |                 | 3               | 0               |                    | -                  | -                  |             | -           | -           | 109    | 5      |        |
| 2024-2025        | Kaiserslautern   | 2L               | 17         | 0          | CG              | 1               | 0               | -                  | -                  | -                  | -           | -           | -           | 18     | 0      |        |
| Totale carriera  | Totale carriera  | Totale carriera  | 150        | 5          |                 | 4               | 0               |                    | -                  | -                  |             | -           | -           | 154    | 5      |        |